# Пашков, Александр Михайлович
Александр Михайлович Пашков (6 января 1956, Кондопога, Карело-Финская ССР) — историк Карелии, доктор исторических наук, профессор, профессор кафедры отечественной истории Петрозаводского государственного университета, заслуженный работник науки Республики Карелия (2005).

## Биография
Из семьи учителей. Пашков Михаил Александрович (1927—1987), учитель физики, директор школы № 6 города Кондопога, заслуженный учитель школы РФ. Пашкова Татьяна Тимофеевна (1934—2010) — преподаватель русского языка и литературы, директор очно-заочной (вечерней) школы Кондопоги.
Окончил Кондопожскую школу № 7 и в 1973 году поступил на историческое отделение Петрозаводского государственного университета (ПетрГУ). Проявил интерес к научной работе и был назначен председателем научного общества историко-филологического факультета. Окончил историко-филологический факультет ПетрГУ в 1978 году.
Работал учителем истории в Гирвасской средней школе и секретарем Кондопожского райкома ВЛКСМ. Участвовал в походах на Карпаты, вдоль Оки, вдоль Северной Двины из Холмогор в Архангельск.
В 1982—1984 гг. учился в очной аспирантуре Московского государственного историко-архивного института. Защитил кандидатскую диссертацию «Вспомогательные исторические дисциплины в отечественном архивном образовании в конце XIX — начале ХХ в.» (1984) (научный руководитель Е. И. Каменцева). С января 1985 года и по настоящее время работает на кафедре истории СССР ПетрГУ (с 1991 — кафедра истории дореволюционной России, с 2014 — кафедра отечественной истории). В 2003—2014 годах был заведующим кафедрой истории дореволюционной России ПетрГУ, профессор (2013). Работал на кафедре истории КГПА.
В начале 1990-х годов установил контакты ПетрГУ и Школы славянских и восточноевропейских исследований Университетского колледжа Лондона (UCL School of Slavonic and East European Studies), благодаря которым ПетрГУ был включен в программу TEMPUS. В рамках этой программы несколько лет
осуществлялся студенческий и преподавательский обмен, Научная библиотека ПетрГУ пополнялась зарубежными изданиями и так далее.
А. М. Пашков прошёл стажировки в Университете Миннесота в Дулуте (University of Minnesota in Duluth) (1990, США) и Школе славянских и восточноевропейских исследований Университетского колледжа Лондона (Великобритания, 1996).
В 2012 году в Российском государственном гуманитарном университете защитил докторскую диссертацию «Историческое краеведение Карелии как социокультурное и историографическое явление».
Сфера научных интересов: региональная история Европейского Севера России в XVIII — начале ХХ вв. (краеведческая историография, история старообрядчества, экономическая история, Север в петровскую эпоху, Север в годы наполеоновских войн, история городов и городской геральдики, этническая история, история Северного Приладожья и так далее). Автор более 250 работ по этой проблематике. Статьи выходили во Франции, Китае, Финляндии, Швеции и Эстонии. Как историк дореволюционной Карелии известен в стране и за рубежом.
Является членом Союза краеведов России.

### Награды
Почетный работник высшего профессионального образования Российской Федерации (2007), заслуженный деятель науки Республики Карелия (2015).
Медаль «Памяти Е. И. Каменцевой» (2006).

### Семья
Женат, жена Ольга Васильевна Пашкова (1956 года рождения) — доцент Петрозаводского государственного университета, дочь Анна (1984 года рождения) и сын Михаил (1991 года рождения).

## Основные публикации
В 1994 году вышла книга А. М. Пашкова «Гербы и флаги Карелии», в 1999 — двухтомник историко-краеведческих очерков «Олонец» (ответственный редактор и автор четырёх глав), в 2000-2001 годы двухтомное исследование «Карелия и Соловки глазами литераторов пушкинской эпохи», в 2001 году — научно-популярный очерк «Петрозаводск» (в соавторстве).
Автор статей в энциклопедиях:
- Большая российская энциклопедия,
- Энциклопедия «Карелия»,
- «Отечественная история (История России с древнейших времен до 1917 года)»,
- «Экономическая история России с древнейших времен до 1917 года»,
- Петровские памятники России. Свод исторических и мемориальных памятников Российской Федерации петровского времени,
- Русский фольклористы. Биобиблиографический словарь. XVIII—XIX вв.
- Encyclopedia of the Barents Region

### Книги
- Гербы и флаги Карелии. — Петрозаводск: изд-во КАРЭКО, 1994. — 351 с.
  - Рец.: Демидова Н. Ф. [Рец. на кн.] Пашков А. М. Гербы и флаги Карелии. Петрозаводск, 1994 // Отечественные архивы. 1995. № 3. — С. 121—122.
- Карелия и Соловки глазами литераторов пушкинской эпохи. — Петрозаводск: Петрозав. гос. ун-т, 2000—2001. Т. 1. — 175 с.; Т. 2. — 217 с. (Т. 1; Т. 2).
- Петрозаводск. — СПб.: Звезда Петербурга, 2001. — 128 с. (в соавторстве).
- Горнозаводское краеведение Карелии конца XVIII — начала XX века. —Петрозаводск: Петрозав. гос. ун-т, 2007. — 304 с.
  - Рец.: Истомина Э. Г. [Рец. на кн.] Пашков А. М. Горнозаводское краеведение Карелии конца XVIII — начала XX в. Петрозаводск, 2007 // Российская история. 2010. № 2. — С. 216—218.
- Карельские просветители и краеведы. — Петрозаводск: Петрозав. гос. ун-т, 2010. — 448 с.
  - Рец.: Marina Vituhnovskaja-Kauppala. Venäläisen Itä-Karjalan löytäminen [A.M. Paškov: Karelskije prosvetiteli i krajevedy XIX — natšala XX veka [Karjalaiset valistajat ja kotiseuduntutkijat 1800-luvulta 1900-luvun alkuun]. Izdatelstvo PetrGU. Petrozavodsk 2010. 446 s.] // Historiallinen aikakauskirja. 2011. № 4. — S. 480—482. (Витухновская-Кауппала М. Русское открытие Восточной Карелии // Исторический журнал. [Хельсинки] 2011. № 4. — C. 480—482) (на финском языке).
- История Карелии с древнейших времен до 1917 года: учебное пособие, Ч. 1. История Карелии с древнейших времен до конца XVII века. — Петрозаводск: Петрозав. гос. ун-т, 2013 — 74 с.
- Карелия в период наполеоновских войн (1805—1815): учебное пособие. Ч. 1. Карелия в 1805—1811. — Петрозаводск: Петрозав. гос. ун-т, 2019—122 с.

- Олонецкая духовная семинария и ее вклад в формирование интеллигенции Карелии // Новое в изучении истории Карелии. — Петрозаводск: Карел. науч. центр РАН, Ин-т яз., лит. и истории, 1994. — С. 38—55.
- «В стране знатнейших северных холмов...» (Т. В. Баландин — первый историк Петрозаводска) // Север. 1997. № 6. — С. 122-130.
- Бутенев Н. Ф. Записки горного офицера (предисл., подг. текста и примеч.) // Север. 1998. № 6. — С. 104—111.
- Бутенев Н. Ф. Петрозаводск пушкинской поры: из записок горного офицера (предисл., подг. текста и примеч.) // Север. 1999. № 11. — С. 134—144.
- Неизвестная биография В. В. Крестинина // Археографический ежегодник за 1998 год / под ред. С. О. Шмидта. — М.: РАН, Отделение истории, Археографическая комис., 1999. — С. 354-358.
- Декабрист Федор Глинка: между православным храмом и тайным обществом // Империя и либералы. — СПб.: Ин-т Открытое о-во. Фонд Сороса — Россия, 2001. — С. 201-222.
- Выговская поморская пустынь и ее культура // Выговская поморская пустынь и ее значение в истории России. — СПб.: Дмитрий Буланин, 2003. — С. 8-16.
- Бутенев Н. Ф. Записки горного офицера (подг. текста и коммент.) // Север. 2003. № 5-6. — С. 70-83.
- «Открытие» и изучение вепсов в дореволюционной России // Прибалтийско-финские народы России. —М.: РАН, Ин-т этнологии и антропологии им. Н. Н. Миклухи-Маклая, Ин-т яз., лит. и истории Кар. науч. центра, 2003. — С. 325-332.
- Декабристы и события 1825-1827 гг. в записках горного офицера Н. Ф. Бутенева (вступ. ст., публ. и коммент.) / сост.: П. В. Ильин // 14 декабря 1825 года. Источники, исследования, историография, библиография. Вып. 6. — СПб.: Нестор, 2004. — С. 162-186.
- Иностранные специалисты на Олонецких горных заводах во второй половине XVIII – первой четверти XIX в. // Отечественная история. 2006. № 4. С. 46-54.
- Петербургские лесопромышленники Беляевы и их предпринимательская деятельность на Севере России // История Петербурга. 2007. № 3(37). — C. 15-21.
- Историческое краеведение Русского Севера в контексте развития российской историографии и культуры конца XVIII — начала XX века // Вестник РГГУ. Научный журнал. Серия «Исторические науки. История России». 2009. № 17 (декабрь). — С. 191-200.
- С. А. Приклонский: от царского чиновника до народнического публициста // Новый исторический вестник. 2009. № 2(20). — С. 105-115.
- А. С. Пругавин: от революционных кружков до изучения старообрядчества (1869-1881 гг.) // Вестник РГГУ. Научный журнал. Серия «Исторические науки. Историография, источниковедение, методы исторических исследований». 2010. № 7 (апрель). — С. 43-55.
- Великие реформы Александра II и зарождение карельского этнического самосознания // Проникновение и применение дискурса национальности в России и СССР в конце XVIII – первой половине ХХ вв. / Под ред. И. Ятса и Э. Таммиксаара. — Тарту: Эстонский национальный музей, 2011. — С. 101-124.
- Политическая ссылка и развитие краеведения на русском севере в XIX — начале ХХ в.: опыт переосмысления // Вестник РУДН. Серия Истории России. 2011. № 2. — C. 135-148 ().
- Историческое краеведение конца XVIII – начала ХХ в. как социокультурное и историографическое явление (на примере Карелии) // Вестник РГГУ. Научный журнал. 2012. Серия «Исторические науки». № 6 (апрель). — С. 45-57.
- «В стрелянии зверей упражняющихся…»: мобилизация приписных крестьян Олонецкой губернии в ополчение в 1812 году // Ученые записки Петрозаводского государственного университета. Серия «Общественные и гуманитарные науки». 2012. № 7 (128). Т. 1. — С. 25-28 ().
- Из истории формирования вологодской и олонецкой дружин С.-Петербургского ополчения. Июль-октябрь 1812 г. / Публикация документов // Исторический архив. 2013. № 4. — С. 145-171 (в соавторстве).
- Марциальные воды // Дома и домики Петра I. — СПб.: Скрипториум, 2015. — С. 219-237.
- К вопросу о дате основания Петрозаводска // Ученые записки Петрозаводского государственного университета. Серия «Общественные и гуманитарные науки». 2015. № 5 (150). — С. 7-10 (в соавторстве).
- Петр Великий и Фаддей Блаженный: из истории первых лет существования Петрозаводска // Ученые записки Петрозаводского государственного университета. Серия «Общественные и гуманитарные науки». 2016. № 1 (154). — С. 7-12 (в соавторстве).
- Красный террор в Петрозаводске осенью 1918 года // Вестник Университета Дмитрия Пожарского. 2016. № 1(3). Политические репрессии на севере России. — C. 63-89.
- Олонецкие горные заводы в эпоху наполеоновских войн. Документы Национального архива Республики Карелия / Публикация документов // Исторический архив. 2016. № 4. — С. 138-153.
- Краеведение историческое // Теория и методология исторической науки: терминологический словарь. 2-е изд., испр. и доп. / Под ред. А. О. Чубарьяна, Л. П. Репиной — М.: РАН. Ин-т всеобщей истории, 2016. С. 238-240.
- «Одна только "популярность" врачей не может служить причиной ареста в заложники». «Красный террор» осени 1918 года в документах Национального архива Национального архива Республики Карелия // Вестник архивиста. — М., 2018. № 3. — С. 809-820.
- Крестьяне Олонецкой губернии на военных перевозках под Санкт-Петербургом в период нашествия Наполеона // Вестник Санкт-Петербургского университета. Серия «История». — Санкт-Петербург, 2018. — Т. 63. Вып. 4. — С. 1017-1030.
- Петр I как фольклорный герой: Образ Петра I в народных преданиях Русского Севера // Образ Петра Великого в мировой культуре. Материалы XII Международного петровского конгресса (Санкт-Петербург, 31 мая – 1 июня 2019 г.). — СПб.: Европейский дом, 2020. — C. 593-599.
- Василий Петрович Мегорский и его исследования в контексте историографии истории Карелии в Петровскую эпоху // Мегорский В. П. «Петрозаводск при Петре Великом» и другие сочинения / Под ред. А. М. Пашкова. — Петрозаводск: Петрозав. гос. ун-т, 2021. — С. 5-58 (в соавторстве).
- Помор Антип Панов в исторической памяти российского общества // Вестник Северного (Арктического) федерального университета. Серия "Гуманитарные и социальные науки". Т. 21. № 3. — Архангельск, 2021. — С. 15-26.
- Основание и становление Олонецких горных заводов // Горный журнал. 2021. № 9. C. 90-94.
- Петр Великий и его эпоха в фольклоре Русского Севера: взгляд историка // Урванцева Н. Г. Петр Великий как фольклорный герой Русского Севера. Библиографический указатель / Науч. ред. А. М. Пашков. — СПб.: Дмитрий Буланин, 2021. — C. 9-32.
- L’ethnographie historique en Carelie: phenomene socioculturel, historique et geographique (fin du XVIII siecle et debut du XX) // Cahiers slaves. № 6. Civilisation russe. Les etudes regionales en Russie (1890-1990): origines, crise, renaisance. — Paris, Universite de Paris-Sorbonne, 2002. — P. 55-81.
- The presentation of Old Finland in the descriptions of Russian travellers and observers from the end of 18th to the beginnings of the 20th century // Fennia. 2004. Vol. 182. № 1. — P. 13-22.
- Images of the Russian North in the 20th century // Cross-Cultural Communication and Ethnic Identities / Studies in Northern European Histories 5 / Ed. by L. Elenius and Ch. Karlsson. — Luleå: Luleå Univ. of Technology, 2007. — P. 36-46.
- Ethnic censuses in Olonets province. Forerunner of Peter von Koppen’s ethnographic map of European Russia, 1830-1850 // Defining Self. Essays on emergent identities in Russia Seventeenth to Nineteenth Centuries / Studia Fennica Ethnologica 10 / Comp. and ed. by M. Branch. — Helsinki: Finnish Literature Society, 2009. — P. 497-518.
- Studies of Local Lore as a Form of Ethnic Consciousness: Karelians of Olonets Province in the 19th and 20th centuries // Journal of Ethnology and Folkloristics. 2009. Vol. 3. № 1. — P. 21-34.
- Transformation of borders, economic systems and communities: 1809-1905 // The Barents Region. A Transnational History of Subarctic Northern Europe / Lars Elenius ed. — Oslo: Pax Forlag As, 2015. — P. 146-234 (в соавторстве).

- Rajalla halkaistu kansa / Народ, разделенный границей. Сборник научных статей / Науч. ред. Ю. Г. Шикалов, Ю. Кокконен, Т. Хямюнен и А. М. Пашков). — Joensuu: Ita-Suomen yliopisto, Петрозаводск: Изд-во Петрозавод. гос. ун-та, 2011. — 252 с.
- Карелы российско-финского пограничья в XIX-ХХ вв. / Под ред. А. М. Пашкова. — Петрозаводск: Петрозав. гос. ун-т, 2013. — 287 с.
- Nation split by the border. Changes in the ethnic identity, religion and language of the Karelians from 1809 to 2009 / T. Hamynen and A. Pashkov (eds.). —Ioensuu: University Press of Eastern Finland, 2012. — 273 s.
- Урванцева Н. Г. Петр Великий как фольклорный герой Русского Севера. Библиографический указатель / Науч. ред. А. М. Пашков. — СПб.: Дмитрий Буланин, 2021. — 176 с.